# Leptocentrus rufipennis
Leptocentrus rufipennis är en insektsart som beskrevs av Buckton. Leptocentrus rufipennis ingår i släktet Leptocentrus och familjen hornstritar. Inga underarter finns listade i Catalogue of Life.